# Classe Mærsk E
La Classe Mærsk E és una classe de vaixell que està formada per vuit vaixells portacontenidors propietat del grup danès A.P. Moller–Maersk Group amb una capacitat de 14.770 TEU. El nom d'aquests vaixells comença amb la lletra «E». Fins a l'any 2012, els vaixells de la classe foren els portacontenidors més grans mai construïts. Continuen estant entre els vaixells més grans: 399 metres d'eslora i 56 metres de mànega. El primer vaixell de la classe a ser construït fou l'Emma Maersk a les drassanes Odense Steel Ltd., Dinamarca. La classe Mærsk E fou seguida per la classe Triple-E encara més gran i més eficient en el consum de combustible.

## Vaixells de la classe
| Nom de vaixell | L'any va construir |
| -------------- | ------------------ |
| Emma Mærsk     | 2006               |
| Estelle Mærsk  | 2006               |
| Eleonora Mærsk | 2007               |
| Evelyn Mærsk   | 2007               |
| Ebba Mærsk     | 2007               |
| Elly Mærsk     | 2007               |
| Edith Mærsk    | 2007               |
| Eugen Mærsk    | 2008               |